# Stenosolenium saxatile
Stenosolenium es un género monotípico de plantas con flores perteneciente a la familia Boraginaceae. Su única especie: Stenosolenium saxatile, es originaria de Asia.

## Descripción
Tiene raíces marrón violáceo y delgadas. Tallos erectos o ascendentes, no ramificados o menos ramificado arriba, que alcanzan un tamaño de 10 a 25 cm de altura, densamente difuso hirsuto. Tallo basal e inferior co hojas espátuladas lineales o oblanceoladas lineales. Hojas superiores sésiles, lanceoladas lineales, de 1.5 a 4.5 cm × 3-8 mm, densamente híspidas, ápice obtuso o subobtuso. Inflorescencia terminal de cimas, poco alargada, densamente híspida; brácteas en forma de hojas. Cáliz de 7 mm, densamente hirsuto; lóbulos erectos en la fruta, subulada. Corola 1-1,4 cm,  tubo delgado, claramente superior a la extremidad. Fl. Mayo-septiembre.

## Distribución y hábitat
Se encuentra en prados, tierra cultivada en Gansu, Hebei, Heilongjiang, Jilin, Liaoning, Mongolia Interior, Ningxia, Qinghai, Shaanxi, Shandong, Shanxi, Kazajistán, Mongolia y Rusia.

## Taxonomía
Stenosolenium saxatile fue descrito por (Pall.) Turcz. y publicado en Bulletin de la Société Impériale des Naturalistes de Moscou 13: 253. 1840.
Sinonimia
- Anchusa saxatile Pall.	basónimo
- Onosma saxatile (Pall.) Lehm.